# 미사키촌 (이시카와현)
미사키촌(三崎村)은 이시카와현 스즈군에 설치되었던 촌이다.